# Sesam (Sesamum)
Sesam-slægten (Sesamum) er en slægt med lidt over 10 arter, der er udbredt i Afrika, Indien, Kina og på Sri Lanka, og hvoraf en ankelt kendes fra dyrkning. Det er én- eller flerårige urter med spiselige frø. Slægten står tæt på den afrikanske slægt Ceratotheca og formodes selv at stamme fra Afrika.
| Beskrevne arter |

- Indisk Sesam (Sesamum indicum)

| Andre arter |

- Sesamum alatum
- Sesamum angolense
- Sesamum angustifolium
- Sesamum capense
- Sesamum laciniatum
- Sesamum marlothii
- Sesamum prostratum
- Sesamum radiatum
- Sesamum schinzianum
- S. triphyllum